# Tal Madesta
Tal Madesta, né en 1993, est un militant, journaliste et auteur français, connu pour son engagement dans le féminisme et la défense des droits des personnes trans.

## Biographie
Tal Madesta est issu d'une famille juive séfarade.
En 2019, il rejoint le mouvement des collages féministes pendant le Grenelle des violences conjugales. Il commence en parallèle à s'exprimer sur les questions féministes à l'aide des réseaux sociaux,. En 2020, il commence une transition de genre,.
En 2021, il participe au podcast Le Cœur sur la table de Victoire Tuaillon pour parler d'amour sans oppression. Cet épisode de podcast se transforme en un livre, Désirer à tout prix, qu'il publie en 2022 chez les éditions Binge. Son livre critique la sexualité obligatoire et parle des autres types de liens affectifs. Il y parle aussi de la révolution sexuelle, estimant qu'elle a plus bénéficié aux hommes qu'aux femmes. Il affirme ne pas parler d'asexualité mais de la contrainte à la sexualité pour l'ensemble de la société et propose d'autres manières d'aborder l'intimité.
En 2023, il publie son deuxième essai, La Fin des monstres, qui est autobiographique. Il y raconte sa propre transition de genre pour répondre aux arguments anti-trans, ; il y parle aussi de stress minoritaire, de détransition, et des violences transphobes dans la France contemporaine. Le livre est une commande qui suit sa rédaction de quatre essais dans les numéros de la revue La Déferlante. Il s'agit du premier ouvrage publié par la maison d'édition liée au magazine.